# Ești mai deștept decât un copil de clasa a V-a?
Ești mai deștept decât un copil de clasa a V-a? a fost o emisiune concurs de televiziune. Varianta românească a fost difuzată de Antena 1 de luni până vineri de la ora 18:00. Emisiunea a avut premiera pe data de 20 noiembrie 2023 și a fost prezentată în primele două sezoane de actorul Andrei Aradits. Din sezonul trei, prezentator a devenit Andrei Ștefănescu.
Concursul a fost prima dată difuzat în Statele Unite, sub numele Are You Smarter than a 5th Grader?, debutul având loc la 27 februarie 2007, la televiziunea Fox. Formatul a fost ulterior preluat în multe țări, în România ajungând prima dată în 2007, sub numele Te crezi mai deștept?, la Prima TV, prezentator fiind Virgil Ianțu.
În 2013, emisiunea a apărut în lista TV Guide privind cele mai tari 60 de concursuri televizate din istorie.

## Format
La fiecare ediție participă un singur concurent care are de răspuns la întrebări din manualele școlare ale claselor I - V. Concurentul poate fi ajutat de „colegul de bancă”, un copil de clasa a V-a pe care îl alege dintr-un grup de cinci copii. Concurentul are la dispoziție zece domenii din care să aleagă întrebările la care trebuie să răspundă, fiecare domeniu fiind o materie școlară, iar dificultatea întrebărilor fiind în funcție de clase: între clasa întâi și clasa a cincea (de obicei câte două întrebări din fiecare clasă).
Concurentul are la dispoziție trei variante ajutătoare. Fiecare variantă ajutătoare poate fi folosită o singură dată:
- Copiază - când e aleasă, concurentul ia răspunsul colegului de bancă.
- Trage cu ochiul - concurentul poate consulta răspunsul dat de colegul de bancă și alege dacă îl folosește sau dă alt răspuns.
- Salvează-mă - dacă dă un răspuns greșit, concurentul e salvat în cazul în care colegul de bancă a dat un răspuns corect.

După câte două întrebări la care concurentul răspunde corect, își alege un nou coleg de bancă. Când se epuizează variantele ajutătoare, concurentul nu mai beneficiază de un coleg de bancă.

## Premii
Sumele de bani acordate pentru răspunsuri corecte sunt următoarele: 500 de lei, 1000 de lei, 1500 de lei, 2500 de lei, 3500 de lei, 5000 de lei, 7500 de lei, 10000 de lei, 15000 de lei și 25000 de lei. În cazul unui răspuns greșit la una dintre primele cinci întrebări, concurentul pierde toți banii. La un răspuns corect la a cincea întrebare, concurentul trece „pragul” și își asigură suma de 3.500 de lei. Ulterior, un răspuns greșit îl coboară la acest prag.
După a zecea întrebare, concurentul poate merge la întrebarea de 50.000 de lei, dar inițial îi este arătat doar domeniul întrebării, moment în care se poate retrage și rămâne cu câștigul de 25.000 de lei. Dacă alege să vadă întrebarea și răspunde greșit, pierde toți banii câștigați.